# Plegapteryx primoti
Plegapteryx primoti là một loài bướm đêm trong họ Geometridae.